# کاتو کیوماسا
کاتو کیوماسا (به ژاپنی: 加藤清正 Katō Kiyomasa); ۲۵ ژوئیهٔ ۱۵۶۱ – ۲ اوت ۱۶۱۱) یک سیاست‌مدار اهل ژاپن بود. همسر او سیجواین دخترخوانده توکوگاوا ایه‌یاسو بود. کاتو کیوماسا یکی از سه فرمانده ارشد در طول تهاجم هیده‌یوشی به کره (۱۵۹۸–۱۵۹۲) در برابر کره (کشور) بود. او همراه با کونیشی یوکیناگا، سئول، بوسان و بسیاری از دیگر شهرها را تسخیر کرد. او آخرین نیروهای ارتش کره را در نبرد رود ایمجین (۱۵۹۲) و لشکرکشی هامگیونگ شکست داد. پادشاه کره سئونجو چوسان قبل از رسیدن سپاه کاتو کیوماسا به سئول از این شهر گریخت. کاتو کیوماسا توانست دو شاهزاده کره‌ای را به گروگان بگیرد و از آنان به عنوان ابزار فشار استفاده کند. کاتو کیوماسا بیشتر به عنوان سازنده قلعه ژاپنی در کره شهرت دارد. او چندین قلعه استراتژیک به سبک ژاپنی در کره ساخت. از مهمترین این قلعه‌ها، قلعه ژاپنی اولسان بود. در دسامبر ۱۵۹۷ محاصره اولسان رخ داد و او توانست قلعه ژاپنی اولسان را از سقوط نجات دهد. با این حال، شجاعت و اقدامات او توسط رقیبش ایشیدا میتسوناری به تویوتومی هیده‌یوشی گزارش نشد و هیده‌یوشی او را به کیوتو فراخواند. کاتو کیوماسا پس از مرگ هیده‌یوشی، با میتسوناری درگیر شد، و در نهایت به جناح رقیب او، توکوگاوا ایه‌یاسو پیوست ولی در نبرد سکیگاهارا در میدان جنگ شرکت نداشت.

## در طول جنگ هفت ساله با کره

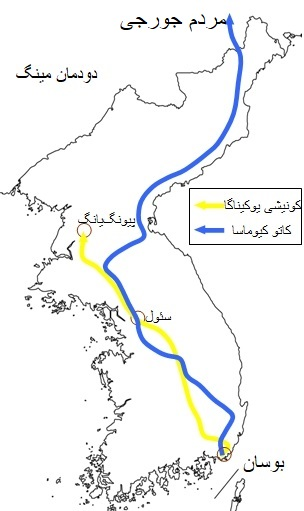
مسیر حرکت کونیشی یوکیناگا و کاتو کیوماسا در تهاجم ژاپن به کره در سال ۱۵۹۲ (میلادی)

کاتو کیوماسا فرمانده گردان دوم اعزامی به کره بود و نابه‌شیما نائوشیگه و ساگارا یوریفوسا به عنوان دستیار با او در همین گردان بودند. کیوماسا در روز هفدهم از ماه چهارم سال ۱۵۹۲ شهر بوسان را تسخیر کرد و تا روز سوم از ماه پنجم همان سال توانست از دروازه نامدائه‌مون در شهر سئول امروزی وارد پایتخت کره شود. پس از تسخیر سئول کاتو کیوماسا بطرف شرق و شمال کره حرکت کرد و کونیشی یوکیناگا جهت تسخیر پیونگ یانگ راه دیگری را ادامه داد. 

### لشکرکشی هامگیونگ
کاتو کیوماسا و نابه‌شیما نائوشیگه پس از تصرف شهر که‌سونگ با نیروی بیست هزار نفری به استان هامگیونگ (در شمال کره شمالی کنونی) حمله کردند. فرمانده ارتش جنوب و فرماندار استان هامگیونگ بدون هیچ گونه مقاومتی فرار کردند. ژاپنی‌ها با اولین مقاومت واقعی در هاجونگ‌چانگ (Haejungchang)، انباری در نزدیکی گیلجو مواجه شدند. فرمانده ارتش شمال هان گوکنام حمله به ژاپنی‌ها را بر عهده گرفت و آنها را مجبور کرد در انبار پناه بگیرند. وی سپس در موقعیت آنها پیشروی کرد اما در مقابل تیراندازی گسترده ژاپنی‌ها قادر به گرفتن انبار مستحکم نبود. نیروهای مقاومت کره‌ای‌ها به کوه مجاور عقب نشستند و بعداً همان شب در کمین ژاپنی‌ها گرفتار شده و اسیر شدند. کاتو کیوماسا پس از آن به سمت شمال حرکت کرد و شورشیان کره‌ای، دو شاهزاده کره‌ای، شاهزاده ایمهه و شاهزاده سونوا را تحویل وی دادند. سپس کاتو با ۸۰۰۰ سرباز و ۳۰۰۰ شورشی کره‌ای از رود تومن (مرز کره شمالی و چین) عبور کرد و به قلمروی مردم جورجی وارد شد. وی اقدام به گرفتن قلعه ای نسبتاً بدون دفاع کرد. روز بعد نزدیک به ۱۰ هزار مردم جورجی به ژاپنی‌ها حمله کردند اما پس از شروع شدید باران عقب‌نشینی کردند. کاتو به سرعت از آن طرف رود تومن و به جنوب آنبیون عقب‌نشینی کرد و در آنجا به تویوتومی هیده‌یوشی نامه نوشت.